# Fundació de l'Estat per al Sistema Nacional de les Orquestres Juvenils i Infantils de Veneçuela
La Fundació de l'Estat per al Sistema Nacional de les Orquestres Juvenils i Infantils de Veneçuela (FESNOJIV), en castellà: Fundación del Estado para el Sistema Nacional de las Orquestas Juveniles e Infantiles de Venezuela, també coneguda com El Sistema, és un programa d'educació musical a Veneçuela, originalment anomenat Acció Social per a la Música (Acción Social para la Música).

## Orígens i Funció
El 1975 l'economista i músic aficionat José Antonio Abreu va fundar la Fundació "Acció Social per a la Música" amb l'objectiu de difondre social i educativament l'art musical entre els joves i els infants de Veneçuela. Convertit en el seu director des de la seva fundació l'any 1979 va rebre el Premi Nacional de la Música del seu país per aquest tasca, esdevenint el 1995 ambaixador especial de la UNESCO per al desenvolupament d'una Xarxa Global d'Orquestres i Cors Juvenils i Infantils, així com a representant especial per al desenvolupament de la xarxa d'orquestres en el marc del «Moviment Mundial d'Orquestres i Cors Juvenils i Infantils».
Actualment la Fundació, que està sota la direcció del Ministeri de Família, Salut i Esports de Veneçuela, compta amb 102 orquestres juvenils i 55 orquestres infantils, amb un nombre d'aproximadament 100.000 joves, utilitzant la música per a la protecció de la infantesa per mitjà de l'entrenament, rehabilitació i prevenció del comportament criminal.
El programa és conegut per rescatar a gent jove en circumstàncies extremadament empobrides de l'ambient d'abús de drogues i el crim en el qual, sense aquesta ajuda, acabarien sent arrossegats
Un dels èxits de la fundació fou la creació, l'any 1979, de l'Orquestra Simfònica Simón Bolívar. El maig de 2008 li fou concedit el Premi Príncep d'Astúries de les Arts per la seva difusió del món de la música entre els més desafavorits.